# 야마다 히로키
야마다 히로키(일본어: 山田 大記, 1988년 12월 27일 ~ )는 일본의 축구 선수이다.

## 구단 경력
그는 2011년부터 2024년까지 주빌로 이와타, 카를스루에 SC에서 활동하였다.

## 국가대표팀 경력
그는 2013년 EAFF 동아시안컵에 참가할 일본 국가대표팀에 발탁되었으며, 7월 25일 오스트레일리아와의 경기에서 데뷔, 동아시안컵 우승. 그는 국제 A매치 통산 2경기에 출전했다.

## 통계
| 일본 | 일본 | 일본 |
| 연도 | 출전 | 득점 |
| ---- | ---- | ---- |
| 2013 | 2    | 0    |
| 통산 | 2    | 0    |